# اوچ‌آجی
اوچ‌آجی (به لاتین: Üçajy) (به روسی: Багтыярлык) یک منطقهٔ مسکونی در ترکمنستان است که در استان مرو واقع شده‌است. اوچ‌آجی ۱۹۸ متر بالاتر از سطح دریا واقع شده‌است.